# Лагдаф, Мулайе ульд Мухаммед
Мулайе ульд Мухаммед Лагдаф (араб. مولاي ولد محمد لغظف‎; род. 12 декабря 1957, Нема) — политический деятель Мавритании. С 14 августа 2008 по 20 августа 2014 года — премьер-министр Мавритании.
Родился в городе Нема. По образованию инженер.
Назначен послом Мавритании в Бельгии и Евросоюзе в 2006 году и пребывал в этой должности, пока организатор военного переворота Мохаммед ульд Абдель Азиз не назначил его премьер-министром 14 августа 2008 года. Некоторые полагают, что он был назначен в надежде на улучшение отношений страны с Европейским союзом из-за предшествующей дипломатической службы Лагдафа.
В рамках соглашения с оппозицией и с целью привести страну к президентским выборам в июле 2009 года, в июне 2009 года возглавил правительство национального единства. После избрания президентом действовавшего президента Абдель Азиза подал в отставку, но был снова назначен на пост премьер-министра 11 августа 2009 года. Занимал этот пост до середины августа 2014 года, когда его сменил Яхья ульд Хадемин.
В 2021 году его посадили в тюрьму за коррупцию.